# 良忠
良忠（りょうちゅう）は、鎌倉時代中期の僧、浄土宗第3祖。諱は然阿（ねんな）、記主禅師の諡号が滅後7年の永仁元年（1293年）に伏見天皇より贈られている。

## 生涯
正治元年（1199年）、石見国三隅荘で生まれる。建暦元年（1211年）、13歳で出雲国鰐淵寺の月珠房信暹の門に入り、建保2年（1214年）に比叡山で受戒した。天台・倶舎・法相・禅・律などを学んだが、貞永元年（1232年）に故郷の石見国に帰り多陀寺にて不断念仏の修行をする。嘉禎2年（1236年）、生仏の勤めにより九州へ下り、筑後国天福寺に弁長を訪れ弟子となる。翌年までに善導寺にて『末代念仏授手印』などを授かり、『領解末代念仏授手印鈔』を著わして弁長の印可を受け、学問的な後継者となった。
暦仁元年（1238年）、石見国に帰った後、安芸国まで教化活動を行った。宝治2年（1248年）春、上洛して宮中に『浄土三部経』を講じ、後嵯峨上皇に授戒している。また聖覚の妹浄意尼の要請で『選択集』を講じ、法然の門人乗願房宗源などを歴訪、この頃、良遍に教えを受ける。秋ごろから信濃国に向い善光寺に参拝し、建長元年（1249年）には利根川に沿って関東に下り下総国の教化をはじめ、翌年には『浄土大意鈔』を著わす。その後は下総国匝瑳郡に住し、建長6年（1254年）に『選択伝弘決疑鈔』を著わし、次いで『三心私記』を著わした。地頭の椎名氏の外護を受け匝瑳南条荘を中心に、常陸国・上総国・下総国の三国にわたって教化活動を続ける。そして、浄土宗学の基本となる『決答授手印疑問鈔』や『観経疏伝通記』などを著わし、各地で講義を行いつつ弟子の育成に努めていたが、正元元年（1259年）に外護者の椎名八郎と衝突し、数人の弟子を連れ匝瑳南条荘を去って鎌倉に入った。
鎌倉では大仏勧進聖浄光の坊に仮寓し一時をすごしたが、大仏朝直の帰依を得て佐助ヶ谷に悟真寺を創建、朝直の子時遠から悟真寺坊地や寺領の寄進を受け経済的にも安定し、専修念仏の指導的な立場に立つとともに、他宗の僧侶からも高い評価を受けた。そしてこの頃に一向俊聖が弟子となっている。また、極楽寺忍性らとともに日蓮と争っている。文永9年（1272年）、大病を患い比叡山で修行中の長男良暁を呼び遺言状を与え後事を託すがまもなく全快した。
建治2年（1276年）には弟子の要請によって上洛し、間もなくして紫野門徒源智の弟子であり、百万遍知恩寺3世の信慧と東山の赤築地（あかつじ）において談義を行った。両流を校合してみたところ、相違するところが全くなく符合したので、以後源智の門流は別流を立てずに、鎮西義に合流した（「赤築地の談」）。
これにより、紫野門徒の拠点であった百万遍知恩寺と知恩院は鎮西義の京での有力な拠点となった。
弘安9年（1286年）、当時混乱していた浄土宗の統一に尽力し、鎌倉に戻った良忠は、長男の良暁に浄土の奥義を伝授し、弘安10年7月6日（1287年8月16日）、89歳で入寂した。

## 著書
- 『浄土大意鈔』
- 『選択伝弘決疑鈔』
- 『三心私記』
- 『決答授手印疑問鈔』
- 『観経疏伝通記』など